# Phakopsora punctiformis
Phakopsora punctiformis är en svampart som först beskrevs av Barclay & Dietel, och fick sitt nu gällande namn av Dietel 1895. Phakopsora punctiformis ingår i släktet Phakopsora och familjen Phakopsoraceae.   Inga underarter finns listade i Catalogue of Life.